# Odmevna komora (mediji)
Odmevna komora je metaforičen opis situacije v množičnih medijih, v kateri se prepričanja širijo ali krepijo s komunikacijo in ponavljanjem znotraj zaprtega sistema. Z obiskovanjem "odmevne komore" lahko uporabniki poiščejo informacije, ki krepijo njihova obstoječa prepričanja in nazore, kar lahko predstavlja nezavedno potrditveno pristranskost. Ta pojav lahko poveča politično in družbeno polarizacijo ter ekstremizem. Metafora temelji na akustični odmevni komori, kjer zvoki odmevajo v votlem zaprtem prostoru. 
Drug izraz, ki se uporablja za tovrstno odmevanje in homogenizirajoči učinek znotraj družbenih skupin na internetu je kulturni tribalizem.

## Pregled
Internet je razširil raznovrstnost in količino dostopnih informacij o politiki. Po eni strani lahko zaradi tega pride do bolj pluralistične oblike javne razprave; po drugi strani lahko večji dostop do informacij ljudi vodi do izbrane izpostavljenosti predvsem tistim kanalom, ki podpirajo obstoječa ideološka stališča. V skrajni "odmevni komori" bo eden od ponudnikov informacij nekaj zatrdil, kar bodo mnogi podobno misleči nato ponavljali, vedno znova poslušali in vnovič ponavljali (pogosto v pretirani ali kako drugače izkrivljeni obliki) dokler večina ne začne domnevati, da je ena od skrajnih različic zgodbe resnična. 
Pomembno je razlikovati med odmevnimi komorami in filtrirnimi mehurčki. Oba pojma se nanašata na načine, na katere so posamezniki izpostavljeni vsebinam v odsotnosti nasprotnih mnenj. V tem smislu lahko pojma odmevna komora in filtrirni mehurčki drug drugega nadomeščata. Vendar pa se odmevna komora nanaša na celoten pojav, v katerem so posamezniki izpostavljeni samo informacijam podobno mislečih, filtrirni mehurčki pa so rezultat algoritmov, ki izbirajo vsebino glede na prejšnje vedenje uporabnikov na spletu, kot je na primer zgodovina iskanja ali spletno nakupovanje. 
Učinek odmevne komore se na spletu pojavlja, ko harmonično uglašeni ljudje združujejo in razvijajo tunelski vid. Udeleženci spletnih razprav lahko ugotovijo, da njihova mnenja vedno znova odmevajo nazaj, kar krepi njihove sisteme prepričanj. Vendar pa posamezniki, ki sodelujejo v odmevnih komorah, to pogosto počno zato, ker se počutijo bolj gotove, da bodo njihova mnenja lažje sprejeli tudi drugi v odmevni komori. Do tega pojava prihaja, ker je internet omogočil dostop do številnih razpoložljivih informacij. Ljudje na spletu vse pogosteje prejemajo svoje novice prek netradicionalnih virov, kot so Facebook, Google in Twitter, ki so vzpostavili algoritme za personalizacijo, ki uporabnikom posredujejo določene informacije glede na njihova izkazana zanimanja. Ta način prilagajanja vsebin je nadomestil funkcijo urednika v tradicionalnih medijih. Posredovano širjenja informacij po spletnih omrežjih ustvarja tveganje algoritmičnega filtrirnega mehurčka. 
Skupnosti spletnih uporabnikov postanejo razdrobljene, ko se podobno misleči ljudje združujejo in so njihovi člani izpostavljeni le argumentom, ki napeljujejo predvsem v eno določeno smer. Na nekaterih spletnih platformah, kot je Twitter, se odmevne komore pojavljajo pogosteje, ko je tema bolj politično obarvana v primerjavi s temami, ki so bolj nevtralne. Skupnost uporabnikov družabnih omrežij močno ojača govorice, zate ker ljudje bolj zaupajo dokazom, ki jih je posredovala njihova družbena skupina, kot vsebinam iz medijev.  To lahko ustvari precejšnjo oviro za kritično mišljenje znotraj spletnega medija. Družabna razprava in deljenje vsebin sta osiromašena, kadar imajo ljudje dostop le do ozke nabora informacij in ne sežejo zunaj svoje mreže. 
Odmevne komore lahko vodijo v poslabšanje dobrobiti osebe. V bistvu lahko filter mehurček izkrivlja naše resničnosti, za katere smo mislili, da jih zunanji viri ne morejo spremeniti. Akademski blog Farnam Street zatrjuje, da lahko ima filtrirni mehurček večji vpliv na nas, kot si mislimo. Ustvari lahko odmevne komore, zaradi česar verjamemo, da je tisto, kar vidimo prek oglasov, edino pravilno mnenje ali svetovni nazor. To je bilo mogoče opaziti pri političnih oglasih, ki so nenehno krožili po internetu, zaradi česar so uporabniki mislili, da je bilo tisto edino pravilno mnenje. Povedano drugače: „Če nam niso všeč dejstva, jim ne verjamemo. Če nam je všeč nekaj, kar se nam je predstavilo kot dejstvo, tudi če je lažno, ponavadi verjamemo. Če vsak dan vidimo preveč vsebin, ki delijo naša stališča in svetovni nazor, verjamemo, da ni drugih mnenj in da je naše v vseh primerih pravilno." 
Mnoge skupnosti zunaj interneta so prav tako razdeljene glede na politična prepričanja in kulturne poglede. Učinek odmevne komore lahko posameznikom prepreči, da bi opazili spremembe v jeziku in kulturi pri skupinah, ki niso njihove. Spletne odmevne komore lahko včasih vplivajo na posameznikovo pripravljenost za sodelovanje v podobnih razpravah zunaj interneta. Študija iz leta 2016 je pokazala, da so "bili uporabniki Twitterja, ki so na Twitterju občutili, da se njihovo občinstvo strinja z njihovim mnenjem, bolj pripravljeni spregovoriti o določeni temi na delovnem mestu".

## Domnevni primeri
Ideološke odmevne komore obstajajo v različnih oblikah že stoletja. Večino primerov učinka odmevne komore naj bi se pojavljalo v politiki. 
- Gamergate napadi in odzivi novinarjev naj bi bili primeri odmevne komore.[11]
- Esej v New Statesmanu je zatrdil, da so bile odmevne komore povezane britanskim referendumom o Brexitu.[12]
- Predsedniške volitve v ZDA leta 2016 so sprožile javno polemiko o odmevnih komorah v medijih.[13] Skupine volivcev so bolj verjetno sprejemale informacije o temah, kot so nadzor orožja in imigracije, ker so se te teme skladale z njihovimi že obstoječimi prepričanji, kajti raje so spremljali informacije, s katerimi so se že strinjali.[14] Facebook verjetneje ponuja objave, ki so skladne z uporabnikovimi stališči; zato je prišlo v glavnem do ponavljanja že utrjenih stališč namesto različnih mnenj. Novinarji trdijo, da je raznolikost stališč potrebna za resnično demokracijo, saj olajšuje komunikacijo, odmevne komore, kot so tiste, ki se vzpostavljajo na Facebooku, pa komunikacijo zavirajo.[15] Nekateri verjamejo, da so odmevne komore igrali veliko vlogo pri uspehu Donalda Trumpa na predsedniških volitvah leta 2016.[16]
- Podreddit / r / incels in druge spletne incel skupnosti so bile prav tako opisane kot odmevne komore.[17][18][19]

## Protiukrepi
Nekatera podjetja so se poskušala soočiti z učinki odmevne komore z algoritmičnim pristopom. Odmeven primer tega so spremembe, ki jih je Facebook izvedel na svoji strani »v trendu«, ki je vir novic za uporabnike znotraj Facebooka. Facebook je svojo stran »v trendu« spremenil tako, da je iz prikaza enega samega vira novic prešel na več virov novic za določeno temo ali dogodek. Namen je bil razširiti nabor virov novic, s čimer bi bralce izpostaviti različnim stališčem. Nekatera zagonska podjetja, ki izdelujejo mobilne aplikacije, katerih poslanstvo je spodbujanje uporabnikov, da odprejo svoje odmevne komore. UnFound.news ponuja bralcem aplikacijo AI (Artifical Intelligence, umetna inteligenca), ki predstavlja novice z raznolikih izornih kotov in jim pomaga oblikovati racionalno in informirano mnenje, namesto da bi podlegli lastnim pristranskostim. Prav tako bralce spodbuja k branju vsebin različnih avtorjev stališč in zornih kotov, če naj bi bil bralni vzorec teh uporabnikov pristranski do določene strani ali ideologije.  Naslednji primer je različica beta za novičarski portal BuzzFeed, imenovana "Zunaj vašega mehurčka". Ta poskus vsebuje dodatni modul na dnu člankov Buzzfeed News, ki prikazuje reakcije na članek z različnih platform, kot so Twitter, Facebook in Reddit. Namen tega koncepta je zagotoviti preglednost in preprečiti pristranske pogovore, s čimer omogočijo raznovrstnost, katerim so izpostavljeni njihovi bralci. 